# Rosemarys baby
Rosemarys baby är en roman av Ira Levin från 1967.

## Handling
I boken får läsaren följa Rosemary, en kvinna som tillsammans med sin man flyttar in i en ny lägenhet, men snart börjar underliga ting hända och Rosemary börjar ana konspirationer mot henne och hennes ofödda barn. Eller har hon blivit galen? Hutch, en nära vän, hamnar i koma. Hennes mans konkurrent i karriären blir blind. En flicka som Rosemary träffat nere i tvättstugan begår självmord. Och varför har Rosemarys graviditet sådana annorlunda biverkningar? 
Boken har även filmatiserats, se Rosemarys baby (film).